# Dufourea armata
Dufourea armata är en biart som beskrevs av Popov 1959. Dufourea armata ingår i släktet solbin, och familjen vägbin. Inga underarter finns listade i Catalogue of Life.